# Got 2 Luv U
«Got 2 Luv U», escrito: Got To Love You, es una canción interpretada por el cantante jamaiquino Sean Paul, tomado de su quinto álbum de estudio Tomahawk Technique. La canción cuenta con la voz de la cantante estadounidense Alexis Jordan. Fue lanzado el 19 de julio de 2011 por Atlantic Records. La canción fue escrita por Sean Paul, Ryan Tedder y Stargate, y fue producido por Stargate.

## Video musical
El video fue filmado el 29 de agosto de 2011 en el Hard Rock Cafe en Las Vegas. El video musical fue subido a YouTube el 15 de septiembre de 2011 con una longitud total de tres minutos, treinta y cuatro segundos. Fue dirigido por Ben Mor.

## Lista de canciones
- Digital download[6]

1. "Got 2 Luv U" – 3:26

- German CD single[7]

1. "Got 2 Luv U" – 3:26
2. "Ready Fi Dis" (bonus track) - 2:44

## Posicionamiento en listas
| Listas (2011)                              | Mejor posición |
| ------------------------------------------ | -------------- |
| Alemania (Offizielle Deutsche Charts)      | 3              |
| Australia (ARIA)                           | 26             |
| Australia (ARIA Urban)                     | 7              |
| Austria (Ö3 Austria Top 40)                | 7              |
| Bélgica (Flandes) (Ultratop 50)            | 3              |
| Bélgica (Valonia) (Ultratop 50)            | 7              |
| Canadá (Canadian Hot 100)                  | 11             |
| Escocia (Scottish Singles Sales Chart)     | 2              |
| España (Top 100 Canciones)                 | 3              |
| España (Airplay Chart)                     | 2              |
| Estados Unidos (Billboard Hot 100)         | 84             |
| Estados Unidos (Rhythmic)                  | 18             |
| Estados Unidos (Hot Rap Songs)             | 20             |
| Estados Unidos (Latin Pop Airplay)         | 39             |
| Finlandia (OFC)                            | 2              |
| Francia (SNEP)                             | 1              |
| Irlanda (IRMA)                             | 5              |
| Noruega (VG-lista)                         | 1              |
| Países Bajos (Dutch Top 40)                | 1              |
| Países Bajos (Mega Single Top 100)         | 3              |
| Polonia (Polish Airplay Top 100)           | 2              |
| Polonia (Dance Top 50)                     | 2              |
| Reino Unido (UK Singles Chart)             | 4              |
| República Checa (Rádio Top 100)            | 3              |
| Rumania (Romanian Top 100)                 | 1              |
| Suiza (Schweizer Hitparade)                | 1              |
| Venezuela Pop Rock General (Record Report) | 1              |

| Listas (2012)                     | Mejor posición |
| --------------------------------- | -------------- |
| España Airplay Chart (Promusicae) | 1              |